# WrestleMania 41
WrestleMania 41, também promovida como WrestleMania Vegas, foi um evento de luta livre profissional produzido pela WWE. Foi a 41ª edição anual da WrestleMania e ocorreu como um evento de duas noites nos dias 19 e 20 de abril de 2025, no Allegiant Stadium, em Paradise, Nevada. Esta marcou a segunda WrestleMania a ser realizada na área de Las Vegas, após a WrestleMania IX em 1993, que aconteceu no Caesars Palace. O evento foi transmitido via pay-per-view (PPV) e transmissão ao vivo, e contou com lutadores das divisões Raw e SmackDown da promoção.
Esta foi a primeira WrestleMania a ser transmitida ao vivo na Netflix em mercados internacionais, após a fusão da WWE Network com a plataforma em janeiro de 2025. Também foi a primeira WrestleMania a ocorrer durante o fim de semana da Páscoa e a primeira WrestleMania a contar com uma luta com CM Punk desde a WrestleMania 29, além de ser o primeiro evento principal de WrestleMania da carreira de Punk. O evento também contou com a última luta de John Cena na WrestleMania em sua carreira de 23 anos, já que ele se aposentará da luta livre profissional no final de 2025.
O card contou com um total de 14 lutas, divididas igualmente entre cada noite. No evento principal da Noite 1, que foi uma luta intermarca, Seth Rollins, do Raw, derrotou CM Punk, do Raw, e Roman Reigns, do SmackDown, em uma luta triple threat, na qual Paul Heyman se voltou contra Punk e Reigns para ficar do lado de Rollins. Em outras lutas importantes, Jacob Fatu derrotou LA Knight para conquistar o Campeonato dos Estados Unidos da WWE do SmackDown, Tiffany Stratton derrotou Charlotte Flair para manter o Campeonato Feminino da WWE do SmackDown, e na luta de abertura, Jey Uso derrotou Gunther por submissão para conquistar o Campeonato Mundial dos Pesos Pesados do Raw.
No evento principal da Noite 2, John Cena derrotou Cody Rhodes para conquistar o Campeonato Indiscutível da WWE do SmackDown, marcando seu recorde de 17º título mundial da WWE. Em outras lutas importantes, Dominik Mysterio derrotou o campeão anterior Bron Breakker, Finn Bálor e Penta em uma luta fatal four-way para conquistar o Campeonato Intercontinental da WWE do Raw, Drew McIntyre derrotou Damian Priest em uma Sin City Street Fight e, na luta de abertura, Iyo Sky derrotou Bianca Belair e Rhea Ripley em uma luta triple threat para manter o Campeonato Mundial Feminino do Raw. O evento foi notável pelas aparições do rapper Travis Scott e de Joe Hendry, da Total Nonstop Action Wrestling (TNA), assim como pelo retorno de Becky Lynch, que estava em hiato do wrestling desde maio de 2024.
WrestleMania 41 recebeu críticas mistas a positivas, com destaque para o evento principal da Noite 1 e a luta pelo Campeonato Mundial Feminino, que foram amplamente elogiados. A Sin City Street Fight, a luta pelo Campeonato Intercontinental, AJ Styles vs. Logan Paul e a luta pelo Campeonato dos Estados Unidos também receberam avaliações positivas. As críticas se concentraram principalmente nas duas lutas pelos títulos mundiais masculinos, especialmente no evento principal da Noite 2 e seu desfecho, que muitos fãs e críticos descreveram como "anticlimático".

## Produção

### Introdução

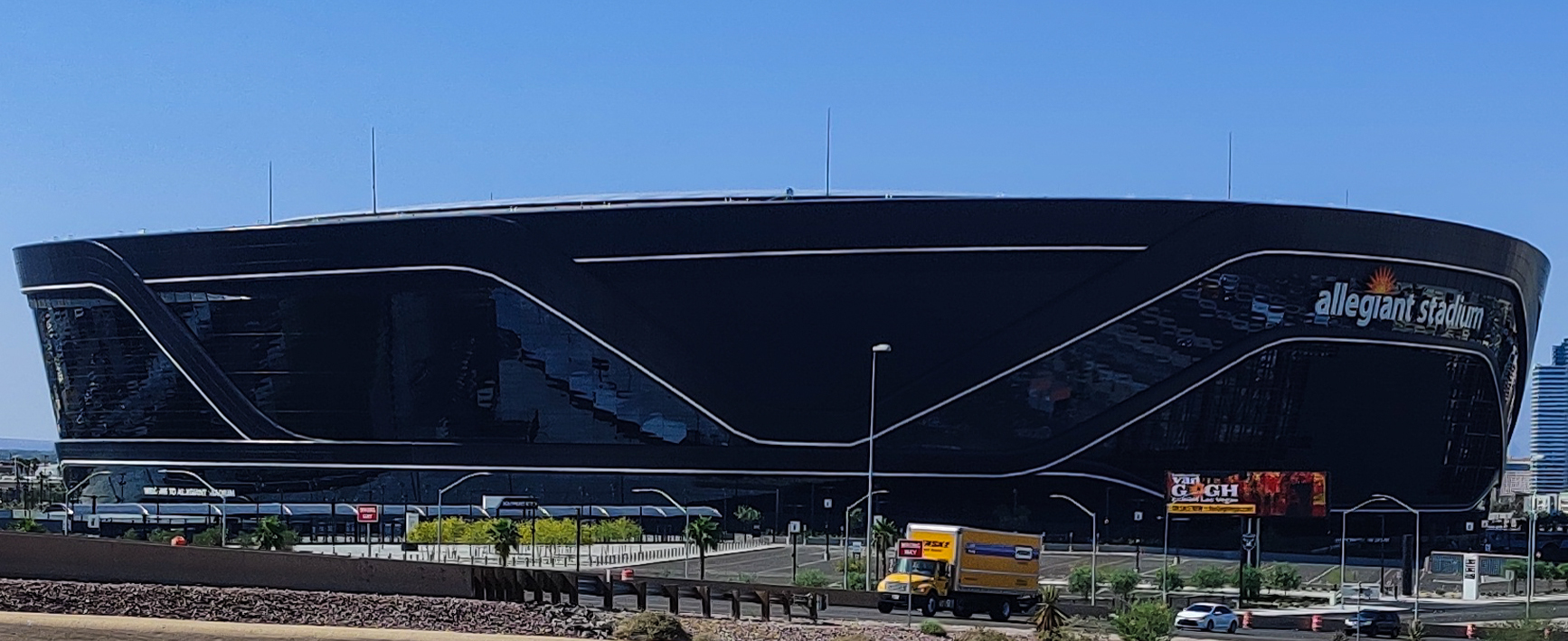
O evento foi realizado no Allegiant Stadium, no subúrbio de Paradise, em Nevada, próximo a Las Vegas.

WrestleMania é o principal evento em pay-per-view (PPV) e transmissão ao vivo da WWE, tendo sido realizado pela primeira vez em 1985. Foi o primeiro PPV da empresa produzido e também foi o primeiro grande evento da empresa disponível via transmissão ao vivo quando a WWE começou a usar esse meio de transmissão em 2014. É o evento de luta profissional mais antigo da história e é realizado anualmente entre meados de março e meados de abril. Junto com Royal Rumble, SummerSlam, Survivor Series e Money in the Bank, é um dos cinco maiores eventos da empresa do ano, conhecido como "Grandes Cinco". A WrestleMania é classificada como a sexta marca esportiva mais valiosa do mundo pela Forbes, e tem sido descrita como o Super Bowl do entretenimento esportivo. Muito parecido com o Super Bowl, as cidades disputam o direito de sediar a edição do ano da WrestleMania.
Em 4 de maio de 2024, durante a cobertura pré-corrida da NBC para o 150º Kentucky Derby, foi anunciado que o Allegiant Stadium em Paradise, Nevada, iria sediar a WrestleMania 41 nos dias 19 e 20 de abril de 2025, marcando a primeira WrestleMania a ser realizada durante o fim de semana da Páscoa. Este foi o segundo evento da WWE realizado no local, após o SummerSlam em 2021. Além disso, foi a segunda WrestleMania na área de Las Vegas, depois da WrestleMania IX em 1993, que ocorreu no Caesars Palace. O evento foi transmitido em pay-per-view tradicional e esteve disponível para livestreaming no Peacock nos Estados Unidos e na Netflix em mercados internacionais, sendo a primeira WrestleMania a ser transmitida ao vivo na Netflix após a fusão internacional da WWE Network com a Netflix em janeiro de 2025. Os ingressos combinados para os dois dias começaram a ser vendidos em 25 de outubro de 2024, enquanto os ingressos para um único dia começaram a ser vendidos a partir de 24 de janeiro de 2025. As músicas tema oficiais para o evento foram "Timeless" de The Weeknd e Playboi Carti, e "Fein" de Travis Scott; isso marcou o sexto ano consecutivo em que uma música do The Weeknd foi escolhida como tema para uma WrestleMania.
Minneapolis, Minnesota, também foi finalista para sediar o evento no U.S. Bank Stadium. Seus defensores disseram que foram informados de que a decisão de colocar o evento na área de Las Vegas foi impulsionada por uma "mudança de direção pela nova propriedade", após a fusão de 2023 entre a WWE e o Ultimate Fighting Championship (UFC), com a TKO Group Holdings, controlada pelo antigo proprietário único do UFC, Endeavor. O U.S. Bank Stadium, por sua vez, receberá o SummerSlam em 2026.

### Meios de transmissão
Além de ser transmitida mundialmente via pay-per-view tradicional, a WrestleMania 41 esteve disponível para streaming ao vivo no Peacock nos Estados Unidos, na Netflix na maioria dos mercados internacionais e na WWE Network nos países que ainda não migraram para a Netflix devido a contratos preexistentes. Este foi o primeiro evento da WrestleMania a ser transmitido ao vivo na Netflix, após a fusão da WWE Network com a plataforma em janeiro de 2025 em certas regiões. Os poucos territórios que ainda possuem a WWE Network como serviço independente eventualmente serão incorporados à Netflix assim que os contratos vigentes expirarem.

### Outros eventos da semana da WrestleMania
Como de costume, a WWE realizou uma série de eventos ao longo do fim de semana da WrestleMania. A semana começou com uma edição especial do Monday Night Raw, intitulada "WrestleMania Edition", realizada no Golden 1 Center em Sacramento, Califórnia. No dia 17 de abril, a Netflix apresentou o WaleMania X no Brooklyn Bowl. Na noite anterior à WrestleMania 41, em 18 de abril, a WWE deu início ao fim de semana da WrestleMania com uma edição especial do Friday Night SmackDown, intitulada "WrestleMania Edition", que contou com a tradicional André the Giant Memorial Battle Royal, vencida por Carmelo Hayes. Imediatamente depois, aconteceu a cerimônia de indução ao Hall da Fama da WWE de 2025. Na tarde do sábado da WrestleMania, o NXT, marca de desenvolvimento da WWE, apresentou seu tradicional evento do fim de semana da WrestleMania, Stand & Deliver. Após o término do sábado da WrestleMania, o membro do Hall da Fama da WWE, The Undertaker, apresentou seu show 1deadMAN. Após o fim do domingo da WrestleMania, houve um evento de comédia, "The Roast of WrestleMania Featuring Tony Hinchcliffe & Friends". Em 21 de abril, foi o Monday Night Raw após a WrestleMania, com todos os eventos da semana da WrestleMania culminando com o NXT em 22 de abril. SmackDown, Stand & Deliver e Raw foram realizados ao vivo diretamente da T-Mobile Arena, enquanto a cerimônia do Hall da Fama, o show 1deadMAN, o Roast of WrestleMania e o NXT aconteceram ao vivo no Fontainebleau Las Vegas, no BleauLive Theater.
Em parceria com a Fanatics Events, a WWE também realizou a segunda edição anual do WWE World at WrestleMania, uma convenção de fãs de cinco dias, que aconteceu no Las Vegas Convention Center. O evento começou na quinta-feira, 17 de abril, e seguiu até segunda-feira, 21 de abril. A convenção contou com painéis de entrevistas com lutadores da WWE, gravações ao vivo de podcasts, sessões de meet-and-greet com os lutadores e uma grande loja de produtos com diversos itens comemorativos celebrando os 41 anos de história da WrestleMania. O WWE World também realizou o Slammy Awards, que foi realizado na tarde de 20 de abril. Além disso, ao longo de abril, a WWE fez uma parceria com Clash of Clans, com vários superstars sendo apresentados no jogo, e incluiu um "patrocínio aprimorado de combate" na WrestleMania 41. Na sexta-feira, 18 de abril, e na segunda-feira, 21 de abril, o comentarista da WWE, Pat McAfee, apresentou seu talk show homônimo da ESPN ao vivo diretamente do WWE World.

### Envolvimento de celebridades
Como é tradição na WrestleMania, várias celebridades de fora do mundo da luta livre participaram de diversas maneiras. O presidente do UFC, Dana White, narrou a introdução da Noite 1. O cantor de country Jelly Roll performou "God Bless America" para abrir a Noite 1. Em uma promoção cruzada para o videogame de 2025 Fatal Fury: City of the Wolves, o DJ Salvatore Ganacci fez a introdução para a entrada de Jey Uso, que também contou com a participação do time de cheerleaders Las Vegas Raiderettes. O meteorologista Jim Cantore, do The Weather Channel, fez parte da entrada de Jade Cargill. A banda Living Colour tocou sua música "Cult of Personality" para a entrada de CM Punk no evento principal da Noite 1. A cantora pop Ava Max performou "The Star-Spangled Banner" para iniciar a Noite 2. O guitarrista do Slayer, Kerry King, tocou para a entrada de Damian Priest. Travis Scott também se envolveu na luta principal da Noite 2.

### Histórias
O evento incluiu lutas que resultaram de histórias roteirizadas, onde lutadores retrataram heróis, vilões ou personagens menos distinguíveis em eventos roteirizados que criaram tensão e culminaram em uma luta ou uma série de lutas. Os resultados foram predeterminados pelos escritores da WWE nas marcas Raw e SmackDown, enquanto as histórias foram produzidas nos programas de televisão semanais da WWE, Monday Night Raw e Friday Night SmackDown.

#### Lutas do evento principal
Em 6 de julho de 2024, durante o Money in the Bank, o 16 vezes campeão mundial da WWE, John Cena, anunciou oficialmente que se aposentaria da luta livre profissional no final de 2025, após ter lutado pela WWE desde 2002 (embora de forma ocasional desde 2018). Durante seu anúncio, Cena afirmou que competiria na WrestleMania 41, que seria sua última WrestleMania. Após não conseguir vencer a luta masculina do Royal Rumble 2025, Cena anunciou que competiria na luta masculina do Elimination Chamber no evento Elimination Chamber: Toronto para uma última chance de disputar um título mundial na WrestleMania 41, com a esperança de se tornar campeão mundial pela 17ª vez, um recorde reconhecido pela WWE, citando que isso seria o "melhor para os negócios". Antes do evento do Elimination Chamber, Dwayne "The Rock" Johnson, membro do conselho de administração da TKO, tentou subornar o campeão indiscutível do SmackDown, Cody Rhodes, para que ele fosse seu campeão corporativo, afirmando que eles haviam se tornado amigos após sua oposição na WrestleMania XL do ano anterior. Rock alegou que poderia elevar a carreira de Rhodes e oferecer-lhe tudo o que ele quisesse, e que ele estaria no Elimination Chamber para obter a resposta de Rhodes. No evento, Cena venceu a luta  Elimination Chamber, garantindo assim uma luta contra Rhodes pelo Campeonato Indiscutível da WWE na WrestleMania. Após a luta, Rhodes saiu para parabenizar Cena, seguido por The Rock para obter a resposta de Rhodes. Rhodes recusou a proposta de The Rock, e Cena abraçou Rhodes; no entanto, Cena traiu Rhodes, se aliando a The Rock, apesar de também ter se oposto a Rock no ano anterior, e atacou Rhodes de forma brutal, virando vilão pela primeira vez desde 2003. Cena apareceu a seguir no episódio do Raw de 17 de março, repreendendo o público e afirmando que eles o maltrataram nos últimos 25 anos, antes de ser interrompido por Rhodes, que o repreendeu e disse que queria enfrentar o verdadeiro Cena na WrestleMania 41, e não essa versão "mimada". Na semana seguinte, Cena afirmou que, após conquistar o título, se aposentaria com ele. No episódio de 31 de março, Cena afirmou que traiu Rhodes porque ele o repugnava. Rhodes provocou Cena, o que levou Cena a tentar um golpe sujo em Rhodes, mas Rhodes contra-atacou e executou o Cross Rhodes em Cena.
Após o retorno de CM Punk à WWE no Survivor Series: WarGames em novembro de 2023, ele se tornou imediatamente alvo de Seth Rollins. Incapaz de competir por vários meses depois de romper o tríceps no Royal Rumble de 2024, Punk retornou de lesão e teve diversos confrontos com Rollins, o que o deixou ainda mais irritado. Em novembro, Punk se uniu à equipe de Roman Reigns como o quinto membro no Survivor Series: WarGames, na luta WarGames contra The Bloodline, a pedido de seu antigo manager e conselheiro especial de Reigns, Paul Heyman, que devia um favor a Punk por ele ter aceitado a luta. No evento, o time de Reigns venceu o combate. Punk então se tornou alvo de Rollins novamente devido ao ódio de Rollins tanto por Reigns quanto por Punk. Isso culminou em uma luta na estreia do Raw na Netflix, onde Punk derrotou Rollins. Punk, Reigns e Rollins participaram também da luta masculina do Royal Rumble de 2025. Enquanto Reigns e Rollins tentavam se eliminar mutuamente, Punk eliminou ambos, mas foi eliminado logo em seguida. Os três brigaram fora do ringue, onde Rollins executou um stomp com os dois pés em Reigns, deixando-o fora de ação por algumas semanas. Rollins e Punk então participaram da luta masculina do Elimination Chamber no evento de mesmo nome, onde Punk eliminou Rollins. No entanto, Rollins executou um Stomp em Punk, custando-lhe a vitória. No episódio seguinte do Raw, Punk falou sobre sua incapacidade de competir no evento principal da WrestleMania antes de brigar com Rollins. Eles se enfrentaram na semana seguinte em uma luta dentro de uma jaula de aço, na qual Rollins venceu após Reigns, fazendo seu retorno, puxá-lo para fora da cela e atacá-lo em um ato de vingança pelo Royal Rumble. Reigns então viu Heyman cuidando de Punk no ringue, o que o enfureceu, levando-o a atacar Punk também. No episódio de 21 de março do SmackDown, uma briga aconteceu entre os três, com Rollins, Reigns e Punk apontando para o letreiro da WrestleMania, e, em seguida, foi oficializada uma luta triple threat para a WrestleMania 41. Durante a assinatura do contrato na semana seguinte, Heyman anunciou que a luta seria o evento principal da WrestleMania. Embora grato por finalmente estar no evento principal da WrestleMania, Punk disse que esse não era o favor que ele tinha direito de receber de Heyman. No episódio de 4 de abril do SmackDown, Punk revelou o favor que Heyman lhe devia, que era estar em seu canto na WrestleMania, para desgosto de Reigns.

#### Lutas do card preliminar
No Saturday Night's Main Event XXXVIII, Gunther derrotou Jey Uso para reter o Campeonato Mundial dos Pesos Pesados do Raw. Na semana seguinte, no Royal Rumble, Uso venceu a luta masculina do Royal Rumble, garantindo o direito de disputar um título mundial de sua escolha na WrestleMania 41. Durante o pós-show, Uso expressou seu desejo de enfrentar Gunther novamente, mas não tomou uma decisão oficial. No Raw seguinte, Uso confrontou Gunther, que afirmou que Uso deveria desafiar o campeão mundial do SmackDown, pois já havia sido derrotado e que ele, Gunther, merecia defender o título contra alguém como John Cena. Após fazer uma aparição no SmackDown daquela semana, Uso abriu o episódio do Raw de 10 de fevereiro, onde foi atacado por Gunther. Como resultado, Uso decidiu que enfrentaria Gunther pelo Campeonato Mundial dos Pesos Pesados na WrestleMania 41.
No Royal Rumble, Charlotte Flair, do SmackDown, venceu a luta feminina do Royal Rumble, garantindo o direito de disputar um título mundial de sua escolha na WrestleMania 41. Flair apareceu subsequentemente nos episódios seguintes de Raw, NXT e SmackDown para confrontar os campeões de cada marca, antes de finalmente escolher desafiar Tiffany Stratton pelo Campeonato Feminino da WWE do SmackDown na WrestleMania.
Ao longo de fevereiro, foram realizados combates qualificatórios para determinar as participantes da luta feminina do Elimination Chamber no Elimination Chamber: Toronto, com a vencedora conquistando uma luta pelo Campeonato Mundial Feminino do Raw na WrestleMania 41. Durante a luta qualificatória de Iyo Sky, a campeã mundial feminina Rhea Ripley atacou a oponente de Sky, causando acidentalmente uma desqualificação para Sky. Devido a isso, Ripley recompensou Sky com uma luta pelo título, que foi agendada para após o Elimination Chamber, no episódio de 3 de março do Raw. No Elimination Chamber, Bianca Belair, do SmackDown, venceu a luta feminina do Elimination Chamber, enquanto Sky, subsequentemente, derrotou Ripley no Raw para conquistar o título, confirmando que Sky defenderia o Campeonato Mundial Feminino contra Belair na WrestleMania. No entanto, durante a assinatura do contrato no episódio de 17 de março, Ripley interrompeu a cerimônia e fez um powerbomb em Sky sobre Belair antes de assinar o contrato ela mesma. Na semana seguinte, foi anunciado que Sky enfrentaria Ripley no episódio de 31 de março em uma revanche pelo título, com Belair como árbitra especial convidada. A luta terminou em uma dupla desqualificação, fazendo com que Sky retivesse o título. No episódio seguinte, o gerente geral do Raw, Adam Pearce, agendou Sky para defender seu campeonato contra Belair e Ripley em uma luta triple threat na WrestleMania 41.
No Royal Rumble, AJ Styles, do SmackDown, fez um retorno surpresa após uma lesão e competiu na luta Royal Rumble, sendo eliminado por Logan Paul, do Raw. Como parte da janela de transferências da WWE, Styles foi transferido para a marca Raw. Após várias semanas de confrontos, Styles desafiou Paul para uma luta no episódio de 31 de março do Raw. No entanto, Paul recusou, afirmando que não "luta de graça" e apontou para o letreiro da WrestleMania, o que levou os dois a entrarem em uma briga. Mais tarde naquela noite, o gerente geral do Raw, Adam Pearce, agendou uma luta entre Paul e Styles para a WrestleMania 41.
No episódio de 7 de março do SmackDown, LA Knight conquistou o Campeonato dos Estados Unidos pela segunda vez. Uma semana depois, Jimmy Uso o parabenizou, mas também desafiou Knight para uma luta pelo título. The Bloodline (Jacob Fatu, Tama Tonga e Solo Sikoa) também desafiou Knight em nome de Fatu e o atacou, assim como Uso. Braun Strowman, que também estava envolvido em uma rivalidade com The Bloodline nos últimos meses, apareceu para ajudar Uso e Knight. Uma luta de trios entre as duas equipes aconteceu em seguida, sendo vencida por Knight, Uso e Strowman. Na semana seguinte, Strowman derrotou Fatu por desqualificação após Sikoa e Tonga atacarem Strowman, conquistando uma luta pelo título contra Knight agendada para a semana seguinte, a qual terminou sem resultado depois que Fatu atacou tanto Knight quanto Strowman. No episódio de 4 de abril, Fatu derrotou Strowman em uma luta Last Man Standing, garantindo uma luta pelo título contra Knight na WrestleMania 41.
No episódio de 10 de fevereiro do Raw, Bayley derrotou a campeã intercontinental feminina, Lyra Valkyria, em uma luta sem o título em jogo para se classificar para a luta feminina do Elimination Chamber, no evento de mesmo nome. Duas semanas depois, Liv Morgan e Raquel Rodriguez conquistaram o Campeonato de Duplas Femininas da WWE. No Elimination Chamber: Toronto, Morgan também competiu e eliminou Bayley, embora não tenha vencido a luta. No episódio de 10 de março do Raw, Rodriguez derrotou Bayley para garantir uma futura luta pelo título contra Valkyria, mas apesar da derrota, Valkyria prometeu dar a Bayley uma futura oportunidade pelo título. No episódio de 24 de março, Valkyria derrotou Rodriguez para manter o título, mesmo com a interferência de Morgan. Após a luta, tanto Rodriguez quanto Morgan atacaram Valkyria, que foi salva por Bayley. No episódio de 7 de abril do Raw, Valkyria defendeu com sucesso o título contra Bayley, e no SmackDown daquela semana, Bayley e Valkyria venceram uma luta gauntlet de duplas para garantir uma luta pelo título contra Morgan e Rodriguez na WrestleMania 41. No entanto, antes da transmissão da Noite 1, Bayley foi atacada nos bastidores e foi considerada incapaz de competir, o que fez com que Valkyria precisasse encontrar uma nova parceira.
No episódio de 22 de novembro de 2024 do SmackDown, Jade Cargill foi encontrada atacada por um agressor desconhecido no estacionamento e foi considerada incapaz de competir por tempo indeterminado. Durante a ausência de Cargill, Naomi se ofereceu para substituir Cargill como uma das campeãs de duplas femininas da WWE ao lado de Bianca Belair. Naomi e Belair também iniciaram sua própria investigação sobre o ataque a Cargill. Elas chegaram à conclusão de que Liv Morgan e Raquel Rodriguez haviam atacado Cargill e concordaram em defender seus títulos contra elas no episódio de 24 de fevereiro de 2025 do Raw, onde perderam os títulos. Belair e Naomi se qualificaram para a luta feminina do Elimination Chamber no evento homônimo. No entanto, antes do combate começar, Cargill fez seu retorno e atacou violentamente Naomi, que foi considerada incapaz de competir na luta. No episódio seguinte do SmackDown, Naomi revelou-se como a responsável pelo ataque a Cargill e lamentou não ter feito isso antes, virando vilã pela primeira vez desde 2016. Belair, então, abandonou Naomi, encerrando a parceria delas. Nas semanas seguintes, Cargill e Naomi continuaram a se atacar mutuamente. No episódio de 4 de abril do SmackDown, após outra briga, o gerente geral do SmackDown, Nick Aldis, agendou uma luta entre as duas para a WrestleMania 41.
No episódio de 17 de fevereiro do Raw, após a luta de Dominik Mysterio, membro do Judgment Day, o campeão intercontinental, Bron Breakker, atacou acidentalmente Mysterio, o que levou a uma luta sem o título em jogo entre Mysterio e Breakker no episódio seguinte. Nessa luta, o combate terminou em desqualificação após os companheiros de grupo de Mysterio, Carlito e Finn Bálor, atacarem Breakker. No episódio seguinte, The Judgment Day atacou Breakker, mas ele conseguiu ganhar a vantagem. Duas semanas depois, Mysterio discutiu a ideia de adicionar Penta ao grupo, para irritação de Bálor. Mais tarde naquela noite, Breakker derrotou Bálor para reter o Campeonato Intercontinental. Após a luta, Mysterio e Carlito atacaram Breakker, mas Penta apareceu para equilibrar as coisas. Breakker e Penta então se encararam. Na semana seguinte, Mysterio formalmente ofereceu a Penta uma vaga no Judgment Day. Mais tarde naquela noite, Breakker defendeu o título contra Penta, vencendo por desqualificação após Mysterio e Carlito atacarem-no. Após a luta, Mysterio tentou fazer Penta atacar Breakker com uma cadeira, mas Penta atacou Mysterio em vez disso. Na semana seguinte, Breakker e Penta enfrentaram Bálor e Mysterio em uma luta de duplas, a qual venceram após Breakker acidentalmente golpear Penta com uma Spear. Em 7 de abril, o gerente geral do Raw, Adam Pearce, agendou Breakker para defender o título contra Bálor, Mysterio e Penta em uma luta fatal four-way na WrestleMania 41.
Ao longo de final de 2024 e início de 2025, Chad Gable entrou em uma sequência de derrotas contra vários lutadores mascarados. Gable, então, tirou uma sabática (kayfabe) da WWE para resolver seus "problemas com a lucha libre". No episódio de 10 de março do Raw, um lutador mascarado não identificado, com uma máscara no estilo americano, semelhante à de Gable e sua facção, American Made, custou à Latino World Order (LWO) (Rey Mysterio e Dragon Lee) uma luta de duplas. Gable negou ser o lutador mascarado em questão. Duas semanas depois, o lutador mascarado, chamado El Grande Americano, derrotou Lee em sua luta de "estreia". Duas semanas depois, Americano e os membros do American Made, The Creed Brothers, derrotaram o LWO (Lee, Joaquin Wilde e Cruz Del Toro) em uma luta de trios, depois que Ivy Nile colocou um pedaço de metal na máscara de Americano para usar contra Lee. Mais tarde naquela noite, Mysterio afirmou que Americano estava zombando da arte e tradição da lucha libre e pediu uma luta contra ele, o que o gerente geral do Raw, Adam Pearce, aceitou, permitindo que Mysterio escolhesse o local. Mysterio afirmou que queria enfrentar Americano na WrestleMania 41. Na edição especial do WrestleMania SmackDown de 18 de abril, Rey Fénix eliminou Gable na André the Giant Memorial Battle Royal, mas depois foi eliminado por Americano, que não estava envolvido na luta. Mais tarde naquela noite, Mysterio, Lee e Fénix derrotaram Gable e The Creed Brothers em uma luta de trios. No entanto, durante o combate, Mysterio sofreu uma lesão legítima, que mais tarde foi revelada como uma distensão na virilha. No dia seguinte, no Countdown to WrestleMania 41, Mysterio anunciou que não estava liberado para competir e seria substituído por Fénix.
Imediatamente após Drew McIntyre conquistar o Campeonato Mundial dos Pesos Pesados na WrestleMania XL, ele provocou seu então-rival, CM Punk, que estava atuando como comentarista especial para a luta. Punk, então, atacou McIntyre com seu aparelho ortopédico, permitindo que Damian Priest realizasse com sucesso seu "cash-in" do contrato do Money in the Bank sobre McIntyre e conquistasse o título, encerrando o reinado de McIntyre com apenas 5 minutos e 46 segundos. Nos meses seguintes, Priest e McIntyre continuaram sua rivalidade, com Priest derrotando McIntyre no Clash at the Castle: Scotland para reter o título. No Money in the Bank, McIntyre venceu a luta de mesmo nome e, mais tarde naquela noite, tentou realizar o "cash-in" contra Priest, mas sem sucesso, com Priest posteriormente perdendo o título para Gunther no SummerSlam. Em janeiro de 2025, como parte da janela de transferências da WWE, tanto McIntyre quanto Priest foram transferidos para o plantel do SmackDown. Ambos competiram nas lutas Royal Rumble e Elimination Chamber nos respectivos eventos, onde Priest eliminou McIntyre em ambas. Após o segundo evento, McIntyre atacou Priest em retaliação, custando a Priest a vitória. Após várias semanas de altercações entre os dois, em 10 de abril, o gerente geral do SmackDown, Nick Aldis, oficializou uma luta entre Priest e McIntyre para a WrestleMania 41. Na noite seguinte, no SmackDown, foi anunciado que a luta seria uma Sin City Street Fight (Luta de Rua na Cidade do Pecado).
Após a remoção de Big E do The New Day no episódio de 2 de dezembro de 2024 do Raw, Kofi Kingston e Xavier Woods focaram no Campeonato Mundial de Duplas, detido pelos War Raiders (Erik e Ivar). Durante uma luta pelo título entre as duas equipes no episódio de 7 de abril de 2025, Woods tentou acertar Erik com uma cadeira de aço; no entanto, o árbitro viu Erik atingir inadvertidamente Woods com a cadeira, resultando na vitória do The New Day por desqualificação. No entanto, como os títulos não podem ser trocados por desqualificação ou contagem de 10, a menos que estipulado, os War Raiders mantiveram o título. Após a luta, o The New Day atacou os War Raiders, mas foi interrompido por oficiais da WWE. Em 11 de abril, o gerente geral do Raw, Adam Pearce, anunciou que os War Raiders defenderiam o Campeonato Mundial de Duplas contra o The New Day em uma revanche na WrestleMania 41.

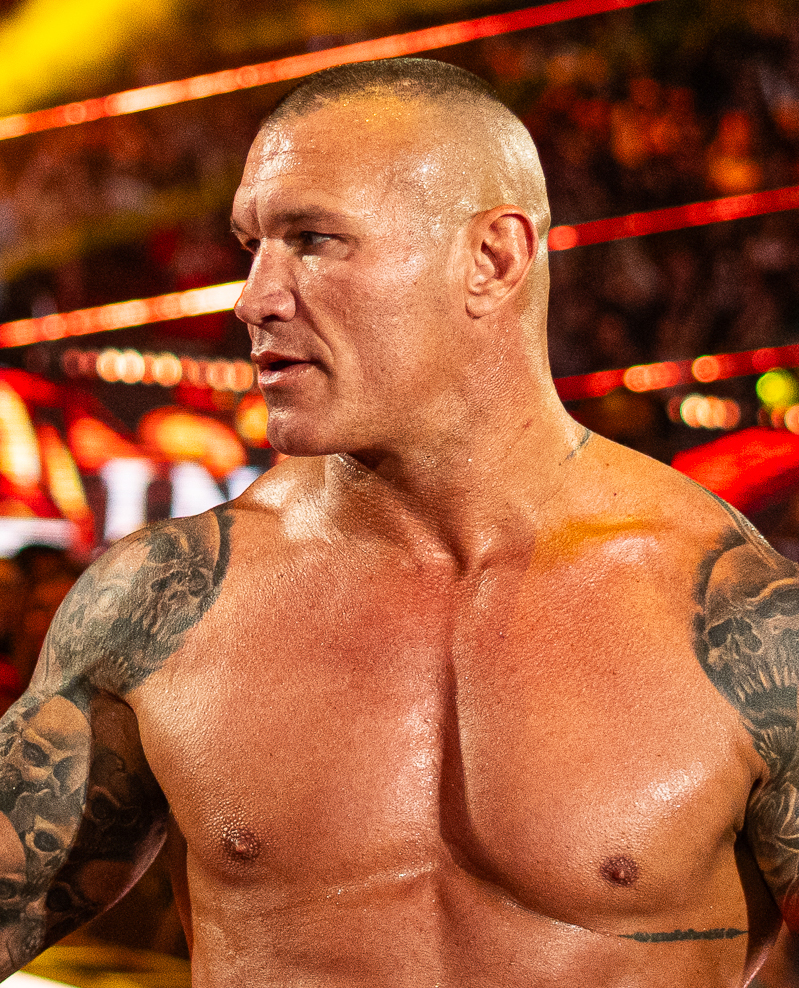
Randy Orton fez um desafio aberto na Noite 2 após seu oponente inicial, Kevin Owens, se retirar devido a uma lesão legítima no pescoço.

No SmackDown da noite anterior à WrestleMania 41, Randy Orton, que originalmente estava escalado para enfrentar Kevin Owens na WrestleMania, mas teve o combate cancelado devido a uma lesão legítima de Owens, lançou um desafio aberto para a Noite 2 do evento.

#### Luta cancelada
No Bad Blood, em 5 de outubro de 2024, fãs registraram imagens de Kevin Owens atacando Cody Rhodes enquanto este entrava em seu ônibus, após o evento sair do ar. Nas semanas seguintes, o amigo em comum de Owens e Rhodes, Randy Orton, tentou manter a paz, mas Owens atacou Orton no estacionamento, acreditando que Orton havia escolhido Rhodes ao invés dele. No Crown Jewel, em 2 de novembro, Orton e Owens estavam agendados para uma luta, no entanto, os dois entraram em uma briga pela arena, com Owens levando a melhor, fazendo com que a luta nunca começasse oficialmente. No SmackDown seguinte, outra briga aconteceu, onde Owens executou um package piledriver em Orton, que foi levado para um hospital próximo. Quatro meses depois, no Elimination Chamber: Toronto, Orton retornou e atacou Owens após o último vencer uma luta não sancionada. No SmackDown seguinte, Orton falou sobre os problemas que tinha com Owens e jurou vingança. No episódio de 21 de março, Orton desafiou Owens para uma luta na WrestleMania 41, que foi oficialmente marcada. No entanto, durante o episódio de 4 de abril do SmackDown, Owens anunciou que não poderia competir na WrestleMania devido à necessidade de cirurgia no pescoço após lidar com uma lesão nos últimos meses, cancelando assim a luta.

## Evento

### Noite 1
| Papel:                    | Nome:             |
| ------------------------- | ----------------- |
| Comentaristas em inglês   | Michael Cole      |
| Comentaristas em inglês   | Pat McAfee        |
| Comentaristas em inglês   | Wade Barrett      |
| Comentaristas em espanhol | Marcelo Rodríguez |
| Comentaristas em espanhol | Jerry Soto        |
| Anunciadora de ringue     | Alicia Taylor     |
| Árbitros                  | Danilo Anfibio    |
| Árbitros                  | Shawn Bennett     |
| Árbitros                  | Daphanie LaShaunn |
| Árbitros                  | Eddie Orengo      |
| Árbitros                  | Charles Robinson  |
| Árbitros                  | Ryan Tran         |
| Árbitros                  | Rod Zapata        |
| Entrevistadores           | Cathy Kelley      |
| Entrevistadores           | Byron Saxton      |
| Painel do pré-show        | Jackie Redmond    |
| Painel do pré-show        | Big E             |
| Painel do pré-show        | Peter Rosenberg   |
| Painel do pré-show        | Joe Tessitore     |
| Painel do pré-show        | Sam Roberts       |

#### Lutas preliminares

Palco da WrestleMania 41.

A WrestleMania de sábado começou com Triple H animando o público para o evento.
Na primeira luta, Gunther defendeu o Campeonato Mundial dos Pesos Pesados contra Jey Uso. Uso foi para a corda superior, mas Gunther o derrubou e executou um dropkick e um powerbomb para um quase pinfall. Uso contra-atacou um powerbomb e executou um Uso Splash em Gunther, para um quase pinfall. Gunther agarrou o cinturão do título e saiu, mas atingiu Uso com ele quando Uso tentou um suicide dive. Gunther então seguiu com um top-rope splash para um quase pinfall. Gunther tentou outro powerbomb, mas Uso contra-atacou e executou seu próprio powerbomb. Uso seguiu com três Uso Splashes e aplicou um sleeper hold em Gunther, que acabou desistindo, garantindo a vitória e o título. Jey comemorou no ringue com seu irmão Jimmy Uso, enquanto eles se abraçavam.
Na segunda luta, os War Raiders (Erik e Ivar) defenderam o Campeonato Mundial de Duplas contra o New Day (Kofi Kingston e Xavier Woods). Kingston aplicou um Trouble in Paradise em Erik. Ivar aplicou um Doomsday Moonsault em Woods, mas Kingston anulou o pinfall. No final, Kingston e Woods derrotaram Ivar após o Midnight Hour para conquistar o título, marcando a primeira vitória da equipe em uma WrestleMania.
Depois disso, Jade Cargill enfrentou Naomi. Cargill pegou Naomi no ar e aplicou um powerslam para um quase pinfall. Enquanto Cargill subia nas cordas, Naomi aplicou um running bulldog e, em seguida, um split-legged moonsault para um quase pinfall. Naomi aplicou um golpe de submissão em Cargill, que se levantou e imobilizou Naomi após um powerbomb e um Jaded para vencer a luta.
Na quarta luta, LA Knight defendeu o título dos Estados Unidos contra Jacob Fatu. Fatu dominou a maior parte da luta. No clímax, Knight rebateu um salto duplo na corda superior e executou o BFT para um quase pinfall. Fatu então executou um Samoan Drop na corda superior e dois saltos duplos na corda superior para conquistar o título.
Depois disso, Rey Fenix enfrentou El Grande Americano. Durante a luta, Americano executou um moonsault senton na corda superior para um quase pinfall. Americano enfiou uma placa de metal em sua máscara e, em seguida, aplicou uma cabeçada em Fenix no ar. Americano então aplicou uma cabeçada na corda superior para vencer a luta.
Na penúltima luta, Tiffany Stratton defendeu o Campeonato Feminino da WWE contra Charlotte Flair. Durante a luta, Flair aplicou um sitout powerbomb em Stratton para um quase pinfall. Flair aplicou um figure-four leglock, mas Stratton escapou. Stratton tentou o Prettiest Moonsault Ever, mas Flair contra-atacou e aplicou um roll-up em Stratton para um quase pinfall. Flair aplicou um top-rope Natural Selection para um quase pinfall. No final, Stratton rebateu um spear de Flair e aplicou um rolling senton e o Prettiest Moonsault Ever para manter o título.

#### Evento principal
No evento principal, Roman Reigns, Seth Rollins e CM Punk (acompanhado por Paul Heyman) se enfrentaram em uma luta triple threat. Durante a luta, Punk executou um DDT em Reigns e Rollins ao mesmo tempo. Punk executou um elbow drop em Rollins. Reigns executou um Superman Punch em Punk para um quase pinfall. Punk e Reigns contra-atacaram o Spear e o GTS, respectivamente, e Punk aplicou o Anaconda Vice em Reigns. Rollins separou a luta com um frog splash para um quase pinfall. Reigns executou um Spear em Punk e Rollins. Reigns tentou um Spear, mas Rollins contra-atacou com um Pedigree e seguiu com o Stomp para um quase pinfall. Reigns executou um Spear em Punk e Punk executou um GTS em Reigns para um quase pinfall. Rollins executou um Pedigree em Punk para um quase pinfall. Rollins tentou convencer Reigns a fazer uma parceria para derrotar Punk; eles até chegaram a provocar um Shield Powerbomb em Punk, mas Reigns atacou Rollins e executou um powerbomb solo em Punk, jogando-o através da mesa de comentaristas. Em seguida, Reigns fez o mesmo com Rollins, arremessando-o por cima de outra mesa de comentaristas. Dentro do ringue, Reigns aplicou um Spear em Rollins para um quase pinfall. Punk aplicou o Anaconda Vice em Reigns, mas Rollins retornou e aplicou o Sharpshooter em Punk. Reigns aplicou o Guillotine Choke em Rollins, que conseguiu se levantar. Punk aplicou o Stomp em Reigns e o GTS em Rollins para um quase pinfall. Punk acertou um GTS em Rollins, seguido por Reigns executando um Spear em Punk. Então, Rollins se impulsionou nas cordas e acertou um Stomp em Reigns, derrubando todos no ringue.
Com todos nocauteados, Heyman pegou uma cadeira de aço e a passou para Punk. No entanto, Heyman traiu Punk com um golpe baixo e entregou a cadeira para Reigns, que começou a golpear Punk repetidamente com ela. Quando Reigns estava prestes a acertar Rollins com a cadeira, Heyman virou-se contra Reigns com outro golpe baixo e entregou a cadeira para Rollins. Rollins então golpeou Reigns com a cadeira e fez o pin após um Stomp para vencer a luta.

### Noite 2
| Papel:                    | Nome:             |
| ------------------------- | ----------------- |
| Comentaristas em inglês   | Michael Cole      |
| Comentaristas em inglês   | Pat McAfee        |
| Comentaristas em inglês   | Wade Barrett      |
| Comentaristas em espanhol | Marcelo Rodríguez |
| Comentaristas em espanhol | Jerry Soto        |
| Anunciadora de ringue     | Alicia Taylor     |
| Árbitros                  | Danilo Anfibio    |
| Árbitros                  | Jason Ayers       |
| Árbitros                  | Jessika Carr      |
| Árbitros                  | Dan Engler        |
| Árbitros                  | Eddie Orengo      |
| Árbitros                  | Chad Patton       |
| Árbitros                  | Ryan Tran         |
| Entrevistadores           | Cathy Kelley      |
| Entrevistadores           | Byron Saxton      |
| Painel do pré-show        | Jackie Redmond    |
| Painel do pré-show        | Joe Tessitore     |
| Painel do pré-show        | Big E             |
| Painel do pré-show        | Peter Rosenberg   |

#### Lutas preliminares
O domingo de WrestleMania começou com Stephanie McMahon animando o público para o evento.
Na primeira luta, Iyo Sky defendeu o Campeonato Mundial Feminino contra Bianca Belair e Rhea Ripley em uma luta triple threat. Sky aplicou um Blockbuster em Ripley e Belair ao mesmo tempo, mas ambas resistiram ao pin. Sky executou um moonsault em Ripley fora do ringue. Belair aplicou um clothesline em Ripley, jogando-a para fora do ringue, e Sky tentou um roll-up em Belair, mas conseguiu apenas uma contagem de dois. Belair aplicou três suplexes consecutivos em Sky. Ripley puxou Belair para fora do ringue, e Belair jogou Sky contra a barricada junto com Ripley. Dentro do ringue, Ripley aplicou um Razor’s Edge em Sky sobre Belair e tentou o pin, mas Sky resistiu. Sky então aplicou Meteoras em Ripley e Belair. Sky tentou outro moonsault, mas Ripley conseguiu alcançá-la. Belair então aplicou um suplex em Ripley e Sky ao mesmo tempo. Belair executou um 450 Splash em Sky, mas Ripley interrompeu o pin e aplicou um Riptide em Belair, que também resultou em uma contagem de dois. Ripley tentou um Avalanche Riptide em Sky, que contra-atacou e aplicou um moonsault, mas Ripley levantou os joelhos para se defender. Belair aplicou o Kiss of Death em Sky, mas Ripley interrompeu o pin. Ripley dominou Belair até que Sky tentou um hurricanrana do alto do corner, mas Ripley contra-atacou e lançou Sky contra o poste. Após Belair e Ripley contra-atacarem seus golpes finais, Belair chicoteou Ripley com a trança e aplicou outro Kiss of Death. Momentos depois, Sky aplicou um moonsault e fez o pin em Belair para manter o título.
Na segunda luta, Damian Priest enfrentou Drew McIntyre em uma Sin City Street Fight. Durante o combate, McIntyre aplicou um Claymore Kick em Priest, mas não conseguiu o pin. McIntyre golpeou repetidamente Priest com uma cadeira de aço e a colocou ao redor do pescoço de Priest. Priest evitou uma nova tentativa de Claymore Kick e aplicou um chokeslam em McIntyre, mas também não conseguiu a vitória. Priest retirou as almofadas de proteção dos turnbuckles antes de McIntyre executar um spinebuster em Priest. McIntyre então montou uma mesa e tentou um White Noise em Priest, mas Priest contra-atacou e aplicou um Razor's Edge em McIntyre através da mesa, ficando perto de vencer. McIntyre aplicou um Future Shock DDT em Priest, jogando-o nas escadas de aço, mas Priest resistiu ao pin. Priest tentou um Old School em McIntyre, mas McIntyre o jogou para fora do ringue, passando por duas mesas. Por fim, McIntyre aplicou um Claymore Kick em Priest, que estava deitado sobre uma cadeira de aço, para garantir a vitória.
Após isso, Bron Breakker defendeu o Campeonato Intercontinental contra Penta, Finn Bálor e Dominik Mysterio. Breakker aplicou um Military Press Powerslam em Bálor e um Spear em Mysterio, mas Bálor conseguiu quebrar o pin. Penta aplicou o Penta Driver em Bálor, mas Breakker também conseguiu quebrar o pin. Penta aplicou um Mexican Destroyer em Mysterio, mas Carlito puxou Penta para fora do ringue e Breakker aplicou um Spear em Carlito através da mesa de comentaristas. Bálor aplicou um Coup de Grace em Breakker, mas Mysterio aplicou um Frog Splash em Bálor para conquistar o título.
A quarta luta foi um desafio aberto de Randy Orton. O oponente de Orton foi revelado como Joe Hendry. Hendry reverteu uma tentativa de RKO com um slam. Orton então aplicou um RKO em Hendry para vencer a luta.
Em seguida, AJ Styles enfrentou Logan Paul. Paul executou um Paul from Grace em Styles, não tendo sucesso no pin. Paul fez o Overbomb em Styles, que alcançou as cordas para quebrar a contagem. Styles respondeu com um vertical suplex em Paul, quase garantindo a vitória. Styles tentou um Phenomenal Forearm, mas Paul contra-atacou e executou um rolling senton e um Lionsault em Styles, novamente não conseguindo o pin. Paul aplicou um slingshot clothesline em Styles, sem sucesso no pin novamente. Paul tentou o lucky punch, mas Styles contra-atacou e executou um torture rack powerbomb em Paul que conseguiu resistir ao pin. Styles tentou um 450 splash, mas Paul levantou os joelhos e fez seu próprio Styles Clash em Styles, que por sua vez, executou o mesmo movimento em Paul. Em seguida, Jeff, um membro do entourage de Paul, apareceu com um soco-inglês, mas Karrion Kross o tomou. Styles jogou Jeff contra a barricada e atirou o soco-inglês para longe, antes de atacar Kross. Styles tentou novamente o Phenomenal Forearm, mas Paul se esquivou e aplicou o lucky punch seguido do Paulverizer em Styles para vencer a luta.
A penúltima luta foi pelo Campeonato de Duplas Femininas da WWE, onde Liv Morgan e Raquel Rodriguez enfrentaram Lyra Valkyria e sua parceira misteriosa, que foi revelada como sendo Becky Lynch. Morgan e Rodriguez dominaram Valkyria até que Lynch fez o tag. Lynch aplicou o Dis-arm-her em Morgan, mas Rodriguez quebrou a tentativa de submissão. Lynch jogou Rodriguez para fora do ringue e Morgan executou o Oblivion em Lynch, mas Valkyria interrompeu o pin. Valkyria aplicou um tornado DDT em Rodriguez do lado de fora do ringue. Lynch então executou o Manhandle Slam em Morgan, garantindo a vitória e o título para ela e Valkyria.
Antes do evento principal, "Stone Cold" Steve Austin chegou para anunciar o público da Noite 2, que foi de 63.226 pessoas.

#### Evento principal
No evento principal, Cody Rhodes enfrentou John Cena em uma luta individual pelo Campeonato Indiscutível da WWE. Cena executou um tornado DDT em Rhodes, quase garantindo a vitória. Rhodes respondeu com um powerslam, um Disaster Kick e um Cody Cutter em Cena, mas não conseguiu vencer. Cena contra-atacou uma tentativa de Bionic Elbow e fez um Attitude Adjustment em Rhodes, quase vencendo. Rhodes contra-atacou uma tentativa de Attitude Adjustment de Cena, aplicando um roll-up, mas também não conseguiu a vitória. Cena executou um Attitude Adjustment do meio das cordas em Rhodes, quase vencendo novamente. Cena pulou do topo da corda, mas Rhodes o pegou com um powerbomb, novamente ficando perto da vitória. Rhodes fez um springboard Cody Cutter em Cena, mas não conseguiu vencer. Cena contra-atacou uma tentativa de Cross Rhodes com outro Attitude Adjustment e aplicou o STF. Rhodes chutou Cena, fazendo com que ele batesse no árbitro. Rhodes então executou um Cross Rhodes em Cena, que retirou a almofada do turnbuckle. Cena jogou Rhodes contra o turnbuckle duas vezes e aplicou um quarto Attitude Adjustment em Rhodes, mas novamente não conseguiu a vitória. Travis Scott então apareceu, e quando Rhodes fez um Cross Rhodes em Cena, Scott puxou o árbitro para fora do ringue. Rhodes executou um Cross Rhodes em Scott e, quando Cena tentou acertar Rhodes com o cinturão, Rhodes bloqueou e pegou o cinturão. Cena então deu um golpe baixo em Rhodes e o acertou na cabeça com o cinturão para vencer a luta e conquistar seu 17º campeonato mundial, estabelecendo um novo recorde.

## Recepção
Shakiel Mahjouri, da CBS Sports, deu nota A+ ao evento principal da Noite 1, chamando-o de "uma luta lindamente executada, desde a entrada de Punk até a conclusão chocante". Wade Keller do Pro Wrestling Torch afirmou que "muita coisa aconteceu naquela luta antes de Heyman ajudar Seth a vencer, então esse aspecto da forma como a história foi contada foi artificial", e "um dos aspectos dessa história que pareceu estranho foi o preço que eles pagariam e o quanto perderiam se Punk ou Reigns se tornassem vilões". A aliança de Heyman com Rollins "dá a Seth um novo personagem para trabalhar e uma nova dinâmica", mas Keller afirmou que seria preciso muito para processar "a dinâmica Heyman-Seth", e "faz sentido que Seth acreditasse que essa luta lhe daria o controle da indústria".
Para o evento principal da Noite 2, Keller afirmou que a WWE "conseguiu conduzir a luta de forma competente o suficiente", mas considerou "sem graça" o fato de Travis Scott ser "o ponto de virada para Cena vencer, quando ninguém se importa com ele no contexto da WWE". A vitória de Cena não foi surpresa, já que "isso parecia o próximo capítulo lógico na história de aposentadoria de Cena", e o fato de Rhodes ser vaiado não foi "de uma forma que parecesse se tornar a história predominante da luta". Brent Brookhouse, do CBS Sports, deu a luta uma nota C-, afirmando que "a interferência de Scott, seguida de um golpe baixo muito óbvio e o golpe com o cinturão, foi apenas uma forma decepcionante de encerrar as coisas, especialmente considerando as expectativas para uma aparição de The Rock".
John Canton, do TJRWrestling, fez uma análise da segunda noite do evento, elogiando a luta pelo Campeonato Mundial Feminino, a Sin City Street Fight, a luta pelo Campeonato Intercontinental e a luta entre AJ Styles e Logan Paul, mas criticando o evento principal. Sobre o evento principal, ele disse: "Foi uma luta de ritmo lento e não das mais divertidas, mas conseguiram levar adiante com muitos altos e baixos." Ele deu à Noite 2 uma nota 8,5 de 10.
Escrevendo para o Wrestling Observer Newsletter sobre a Noite 1, Dave Meltzer deu ao combate pelo Campeonato Mundial dos Pesos Pesados uma nota de 3,75 estrelas, ao combate pelo Campeonato Mundial de Duplas uma nota de 2,75 estrelas, à luta entre Naomi e Cargill 2 estrelas, ao combate pelo Campeonato dos Estados Unidos 3,75 estrelas, ao combate Americano-Fenix 2,75 estrelas, ao combate pelo Campeonato Feminino da WWE 1,75 estrela, e ao evento principal Triple Threat 4,75 estrelas. Para a Noite 2, ele deu ao combate Triple Threat pelo Campeonato Mundial Feminino 5 estrelas (a mais alta da noite, e a primeira luta feminina na WWE a receber essa classificação), à Sin City Street Fight 4,25 estrelas, à luta Fatal Four-way pelo Campeonato Intercontinental 4,25 estrelas, ao combate Orton-Hendry sem classificação, à luta Styles-Paul 3,5 estrelas, ao combate pelo Campeonato de Duplas Femininas 2 estrelas, e ao evento principal pelo Campeonato Indiscutível da WWE 1,75 estrela.

## Após o evento

### Raw
John Cena abriu o episódio pós-WrestleMania do Raw, afirmando que ele era o último verdadeiro campeão indiscutível da WWE, e foi posteriormente atacado por Randy Orton com um RKO. Jey Uso foi parabenizado por conquistar o Campeonato Mundial dos Pesos Pesados por Sami Zayn, que fez sua primeira aparição desde o Elimination Chamber, além de seu irmão Jimmy Uso.
Enquanto Seth Rollins e Paul Heyman estavam prestes a abordar sua parceria, foram interrompidos primeiro por CM Punk e depois por Roman Reigns, o que iniciou uma briga. Eles foram ajudados por Bron Breakker, que se juntou à aliança de Rollins e Heyman. No episódio de 5 de maio, Rollins desafiou Jey Uso pelo Campeonato Mundial dos Pesos Pesados. No entanto, a luta terminou em um no contest devido ao ataque de Punk a Rollins, fazendo com que Uso retivesse o título.
Gunther descontou sua frustração pela perda do Campeonato Mundial dos Pesos Pesados na equipe de comentaristas do Raw, atacando Michael Cole e Pat McAfee, colocando McAfee em um choke hold e o incapacitando após McAfee ter defendido Cole. Na semana seguinte, McAfee declarou sua intenção de lutar contra Gunther, e o gerente-geral do SmackDown, Nick Aldis, que estava substituindo Adam Pearce naquela noite, agendou uma luta entre eles para o evento Backlash.
As novas campeãs de duplas femininas da WWE, Becky Lynch e Lyra Valkyria, perderam seus títulos para Liv Morgan e Raquel Rodriguez em uma revanche, o que levou Lynch a se virar contra Valkyria após a luta. Na semana seguinte, Lynch revelou que foi ela quem atacou Bayley e também afirmou que atacou Valkyria por causa da amizade dela com Bayley, com quem Lynch teve inúmeros problemas nos últimos anos. Valkyria interrompeu, querendo lutar contra Lynch no episódio daquela noite, porém, Lynch recusou. Valkyria então decidiu defender seu Campeonato Intercontinental Feminino contra Lynch no Backlash, o que Lynch aceitou.
Os novos campeões mundiais de duplas, The New Day (Kofi Kingston e Xavier Woods), foram desafiados pela Alpha Academy (Akira Tozawa e Otis), mas a luta nunca aconteceu, pois Rusev fez o seu retorno e atacou ambos os homens. A campeã mundial feminina, Iyo Sky, foi desafiada para uma luta pela campeã feminina do NXT, Stephanie Vaquer, mas o combate foi interrompido por Giulia e Roxanne Perez, do NXT. Vaquer e Sky foram então salvas por Rhea Ripley, que aparentemente queria uma nova oportunidade pelo Campeonato Mundial Feminino.
O novo campeão intercontinental, Dominik Mysterio, defendeu com sucesso seu título contra Penta, com a ajuda de JD McDonagh, que fez o seu retorno. Uma luta entre McDonagh e Penta foi agendada para o episódio de 5 de maio, que foi vencida por Penta. Posteriormente, Penta foi agendado para enfrentar Mysterio pelo título no Backlash.

### SmackDown
No episódio seguinte do SmackDown, enquanto o campeão indiscutível da WWE, John Cena, se preparava para fazer mais uma promo, ele foi interrompido por Randy Orton, que tentou se aproximar do agora vilão Cena. Após uma troca de palavras, Orton desafiou Cena para uma luta pelo título naquela mesma noite; no entanto, Cena recusou, afirmando que a luta deveria acontecer na cidade natal de Orton, St. Louis, durante o Backlash, o que foi oficializado.
Jade Cargill enfrentou a campeã feminina da WWE, Tiffany Stratton, em uma luta sem o título em jogo, que terminou quando Naomi apareceu e atacou Cargill. Em seguida, Nia Jax atacou Stratton, sinalizando suas intenções de disputar o título. Na semana seguinte, Cargill e Stratton derrotaram Jax e Naomi em uma luta de duplas. Após o combate, Naomi atacou Cargill, deixando claro que também queria sua chance pelo Campeonato Feminino da WWE. No episódio de 9 de maio, Jax derrotou Cargill após uma distração de Naomi, se tornando a desafiante número um.
The Miz expressou seu descontentamento por ter ficado de fora da WrestleMania 41, afirmando que, mesmo sendo um dos pilares da WWE e duas vezes campeão Grand Slam, foi ignorado no maior palco de todos. As luzes da arena se apagaram, e um vídeo sombrio começou a ser exibido, marcando o retorno de Aleister Black à WWE. Ele fez sua entrada até o ringue, encarando Miz sem dizer uma palavra, antes de aplicar o Black Mass.
Jacob Fatu falou sobre sua conquista do Campeonato dos Estados Unidos, mas foi interrompido por LA Knight, que exigiu uma revanche pelo título. Em seguida, Drew McIntyre apareceu, alegando que Randy Orton havia passado à sua frente na fila pelo Campeonato Indiscutível da WWE. O gerente geral Nick Aldis então anunciou que Knight e McIntyre se enfrentariam para definir o próximo desafiante ao título de Fatu. A luta terminou quando Solo Sikoa atacou Knight e Damian Priest atacou McIntyre. Depois disso, Fatu saiu por cima, atacando Knight e Priest. Na semana seguinte, Knight e Priest se enfrentaram, mas a luta terminou sem vencedor devido à interferência de Sikoa. Após o combate, Priest e Knight voltaram ao ringue e entraram em uma briga com Fatu e Sikoa. Foi então anunciado que Fatu defenderia o Campeonato dos Estados Unidos em uma luta fatal four-way contra Priest, Knight e McIntyre no Backlash.
Bianca Belair comentou que saiu da WrestleMania com os dedos quebrados, mas expressou orgulho pelo que ela, Rhea Ripley e a campeã mundial feminina Iyo Sky realizaram no evento. Belair destacou que atualmente está no SmackDown, enquanto Ripley e Sky estão no Raw, e afirmou que lidaria com os assuntos pendentes quando retornasse ao Raw.

## Resultados
| Nº                                          | Resultados                                                                            | Estipulações                                              | Tempo |
| ------------------------------------------- | ------------------------------------------------------------------------------------- | --------------------------------------------------------- | ----- |
| 1                                           | Jey Uso derrotou Gunther (c) por submissão                                            | Luta individual pelo Campeonato Mundial dos Pesos Pesados | 16:30 |
| 2                                           | The New Day (Kofi Kingston e Xavier Woods) derrotou The War Raiders (Erik e Ivar) (c) | Luta de duplas pelo Campeonato Mundial de Duplas          | 9:15  |
| 3                                           | Jade Cargill derrotou Naomi                                                           | Luta individual                                           | 9:20  |
| 4                                           | Jacob Fatu derrotou LA Knight (c)                                                     | Luta individual pelo Campeonato dos Estados Unidos da WWE | 10:40 |
| 5                                           | El Grande Americano derrotou Rey Fénix                                                | Luta individual                                           | 7:55  |
| 6                                           | Tiffany Stratton (c) derrotou Charlotte Flair                                         | Luta individual pelo Campeonato Feminino da WWE           | 19:05 |
| 7                                           | Seth Rollins derrotou Roman Reigns e CM Punk (com Paul Heyman)                        | Luta triple threat                                        | 32:55 |
| (c) – Refere-se aos campeões antes da luta. |                                                                                       |                                                           |       |

| Nº                                          | Resultados                                                               | Estipulações                                                | Tempo |
| ------------------------------------------- | ------------------------------------------------------------------------ | ----------------------------------------------------------- | ----- |
| 1                                           | Iyo Sky (c) derrotou Bianca Belair e Rhea Ripley                         | Luta triple threat pelo Campeonato Mundial Feminino         | 14:25 |
| 2                                           | Drew McIntyre derrotou Damian Priest                                     | Sin City Street Fight                                       | 13:55 |
| 3                                           | Dominik Mysterio derrotou Bron Breakker (c), Penta e Finn Bálor          | Luta fatal four-way pelo Campeonato Intercontinental da WWE | 14:50 |
| 4                                           | Randy Orton derrotou Joe Hendry                                          | Luta individual Este foi um desafio aberto.                 | 3:10  |
| 5                                           | Logan Paul derrotou AJ Styles                                            | Luta individual                                             | 17:50 |
| 6                                           | Lyra Valkyria e Becky Lynch derrotaram Liv Morgan e Raquel Rodriguez (c) | Luta de duplas pelo Campeonato de Duplas Femininas da WWE   | 8:40  |
| 7                                           | John Cena (com Travis Scott) derrotou Cody Rhodes (c)                    | Luta individual pelo Campeonato Indiscutível da WWE         | 21:40 |
| (c) – Refere-se aos campeões antes da luta. |                                                                          |                                                             |       |